# Raval: Del amor a los niños
Raval: Del amor a los niños ("Raval: Do amor às crianças"), é um livro de investigação documental do jornalista espanhol Arcadi Espada, publicado no ano 2000 pela editora Anagrama. A obra descreve a "caça às bruxas" desencadeada pelas autoridades espanholas após a imprensa anunciar, em 1997, a desarticulação de uma suposta rede de pederastia com ramificações internacionais no bairro barcelonês do Raval, dando lugar ao que seria chamado de 'caso Raval' pela imprensa, que resultou ser uma invenção da polícia a partir de um pequeno caso isolado. 
Após uma investigação minuciosa no coração dos fatos, Arcadi Espada revela inúmeras irregularidades durante a instrução, que chegou a separar alguns pais dos seus filhos durante anos e levou cidadãos inocentes para a cadeia. O jornalista também mostra a manipulação do caso realizada pela mídia, o sistema judiciário, os psicólogos, a polícia e os políticos, instigada por interesses urbanísticos e jogos de poder, e declara a inocência dos acusados. O autor critica a falta de ética e profissionalidade no ofício do jornalismo e denuncia o funcionamento nefasto do sistema penal espanhol.